# Quatuor à cordes no 1 de Glazounov
Pour les articles homonymes, voir Quatuor à cordes no 1.
Le Quatuor à cordes no 1 en ré majeur op. 1, G 35, est un quatuor pour deux violons, alto et violoncelle d'Alexandre Glazounov. Composé en 1882, il est créé à Saint-Pétersbourg avec le compositeur au violoncelle.

## Contexte et création
Alexandre Glazounov achève son premier quatuor au printemps 1882. Il avait d'abord écrit une fugue pour Alexandre Gelbcke qu'il remplace par un autre finale. L'œuvre est créée à Saint-Pétersbourg et le compositeur tient alors la partie de violoncelle. C'est à cette occasion qu'il rencontre Mitrofan Belaïev. Piotr Ilitch Tchaïkovski écrit à propos de ce quatuor : « Je suis agréablement surpris. En dépit de l'influence visible de Korsakov, les innombrables répétitions des mêmes idées sous un millier de tonalités différentes en lieu et place de leur développement (ce qui est habituellement intolérable), en dépit d'un dédain pour la continuité mélodique et d'une quête de curiosité harmoniques, cette partition révèle un réel talent. La forme est si bien assimilée que je suspecte quelque aide du professeur !... ». Le quatuor reçoit, en 1884, le Prix Glinka.

## Structure
L'œuvre est composé de quatre mouvement :
1. Andantino moderato
2. Scherzo (vivace)
3. Andante
4. Finale - Moderato: La répétition des thèmes dans des tonalités différentes remplace le développement thématique classique.

La durée d'exécution est d'environ vingt-deux minutes.

## Analyse

### Andantino moderato
Le premier mouvement présente un thème introductif qui se retrouve dans son intégralité dans l'Allegro qui suit. Pour François-René Tranchefort, ce premier mouvement est remarquable par sa tenue des lignes mélodiques de la part d'un compositeur largement autodidacte.

### Scherzo (vivace)
Le deuxième mouvement paraît plus banal et date probablement de la même époque que les Cinq Pièces pour quatuor à cordes.

### Andante
Le troisième mouvement, dans la tonalité d'ut dièse mineur se rapproche des techniques de modulation de Nikolaï Rimski-Korsakov.

### Finale — Moderato
Tout comme le troisième mouvement, le dernier rappelle aussi le compositeur Rimski-Korsakov. Il est d'une clarté lumineuse et fonctionne par répétition du thème tout en renouvelant l'harmonie, à la manière d'Alexandre Borodine.